# Fernský průsmyk
Fernský průsmyk (německy Fernpass) je vysokohorský průsmyk v nadmořské výšce 1212 m v Alpách v Tyrolsku, Rakousko.

## Poloha
Nachází se mezi Lechtalskými Alpami na západě a Mieminským pohořím na východě. Leží ve vzdálenosti 13,5 km severovýchodně od vrcholu Zugspitze (2962 m n. m.) ve Wettersteinském pohoří. Průsmyk, který se nachází jihozápadně od Ehrwaldu, leží mezi Grubigsteinem (2 333 m) na severozápadě, Wannigem (2 493 m) na jihovýchodu a Loreakopfem (2 471 m) na západě. Rušným průsmykem vede státní silnice B179 (Fernpassstraẞe), která spojuje Reutte přes tunel Lermoos s Nassereith a Tarrenz nebo Imst. navazující silnice Ehrwalder Straße (B187) a Mieminger Straße (B189) zabezpečují spojení s Garmisch-Partenkirchen (Německo), Miemingem a Telfsem. Také spojuje Lechtal s Inntalem nebo Loisach s Gurgltalem. Maximální sklon je 8 % a výškové rozdíly mezi Reutte a průsmykem je 359 m, mezi Telfs 579 m.

## Historie
Průsmyk vznikl před 4100 lety obrovským horským sesuvem, který zaplnil údolí. Sesuv zahradil tok řeky Loisach a nasměroval jej na sever. Krajina na sever od průsmyku je protkaná mnoha jezery, z nichž největší je Blindsee.